# Король Михайло Йосипович
Михайло Йосипович Король (? — ?) — український радянський діяч, голова Луцького міськвиконкому.

## Біографія
Член ВКП(б).
У січні 1948 — 18 серпня 1952 р. — голова виконавчого комітету Луцької міської ради депутатів трудящих Волинської області.